# Simone Biles
Simone Arianne Biles (Columbus, Ohio, 14. ožujka 1997.) američka je gimnastičarka, osvajačica četiriju zlatnih i jednog brončanog odličja na Olimpijskim igrama 2016. u Rio de Janeiru i najtrofejnija američka gimnastičarka. Osvojila je i jedno srebrno i jedno brončano odličje na Olimpijskim igrama u Tokiju 2020. te tri zlatna i jedno srebrno odličje na Olimpijskim igrama u Parizu 2024.
Zbog njezinih uspjeha mnogi je uspoređuju s Nadijom Comaneci i Larisom Latinjinom. Višestruka je svjetska prvakinja u višeboju i na raznim gimnastičkim spravama te višestruka američka državna prvakinja. Osvojila je 23 zlatna, 4 srebrna i 3 brončana odličja na svjetskim prvenstvima u gimnastici do 2023. godine.
Jedna je od šest gimnastičarka u povijesti koje su ostvarile podvig osvajanja četiriju zlata na pojedinim Olimpijskim igrama te prva američka športašica kojoj je to uspjelo.

## Osobni život
Simone Biles rođena je u Columbusu u američkoj saveznoj državi Ohio kao treća od četvero djece u obitelji Biles. Njezina majka Shanon se zbog borbe s alkoholom i drogom nije mogla brinuti za Simone i njezinu mlađu sestru Adriju te braću Ashleya i Tevina. Zbog toga su ih odgajali djed Ron i njegova druga žena Nellie. Njezin biološki otac Kelvin Clemons napustio je njezinu majku ubrzo nakon njezina rođenja i prepustio se narkomaniji.
Djed Ron i njegova žena odgajali su ju na sjeveru predgrađa grada Springa, u Teksasu već od 2000., iako su ju službeno posvojili 2003. godine. Ron je podrijetlom iz Clevelanda i cijeli je život radio kao kontrolor letenja u Američkom ratnom zrakoplovsvu i Saveznoj upravi za civilno zrakoplovstvo. Njegova žena Neille uselila se u SAD iz Belizea i po struci je bila medicinska sestra i suvlasnica domova za medicinske sestre u Teksasu.
Još kao šestogodišnjakinja s vrtićem je išla na izlet u gimnastičku dvoranu gdje je vidjela starije djevojke kako se okreću i skaču te ih je odmah počela oponašati. Uskoro je počela trenirati, a godinu dana kasnije počela ju je trenirati priznata trenerica Aimee Boorman. Srednjoškolsko obrazovanje pohađala je kod kuće, te je maturirala 2015. godine. Njezina sestra Adria je također gimnastičarka.
Prema vjeroispovijesti izjašnjava se katolkinjom. Osim američkog, od majke je preuzela i belizeansko državljanstvo., ali se njezini športski uspjesi pripisuju samo Sjedinjenim Državama. Unatoč tome, u razgovorima za novinare često navodi kako Belize smatra drugom domovinom.